# Stuvsta-Snättringe
Stuvsta-Snättringe var fram till 2018 en kommundel i Huddinge kommun, Stockholms län. Stuvsta-Snättringe har en area av 9,5 km² och 16 461 invånare (31 december 2016). . Bebyggelsen ingår i sin helhet i tätorten Stockholm och består av Stuvsta och Snättringe som 2018 blev egna kommundelar.

## Allmänt
Stuvsta-Snättringe ligger i norra Huddinge och gränsar till Hagsätra, Rågsved och Älvsjö i Stockholms kommun. Genom området leder Häradsvägen. Bebyggelsen består till största delen av småhus, men under senare år har det även byggts större bostadshus i östra delen av området. Ett mindre centrum finns i Stuvsta med det vanliga utbudet av affärer. Pendeltågsstationen Stuvsta är belägen mitt i centrumet.

## Snättringe

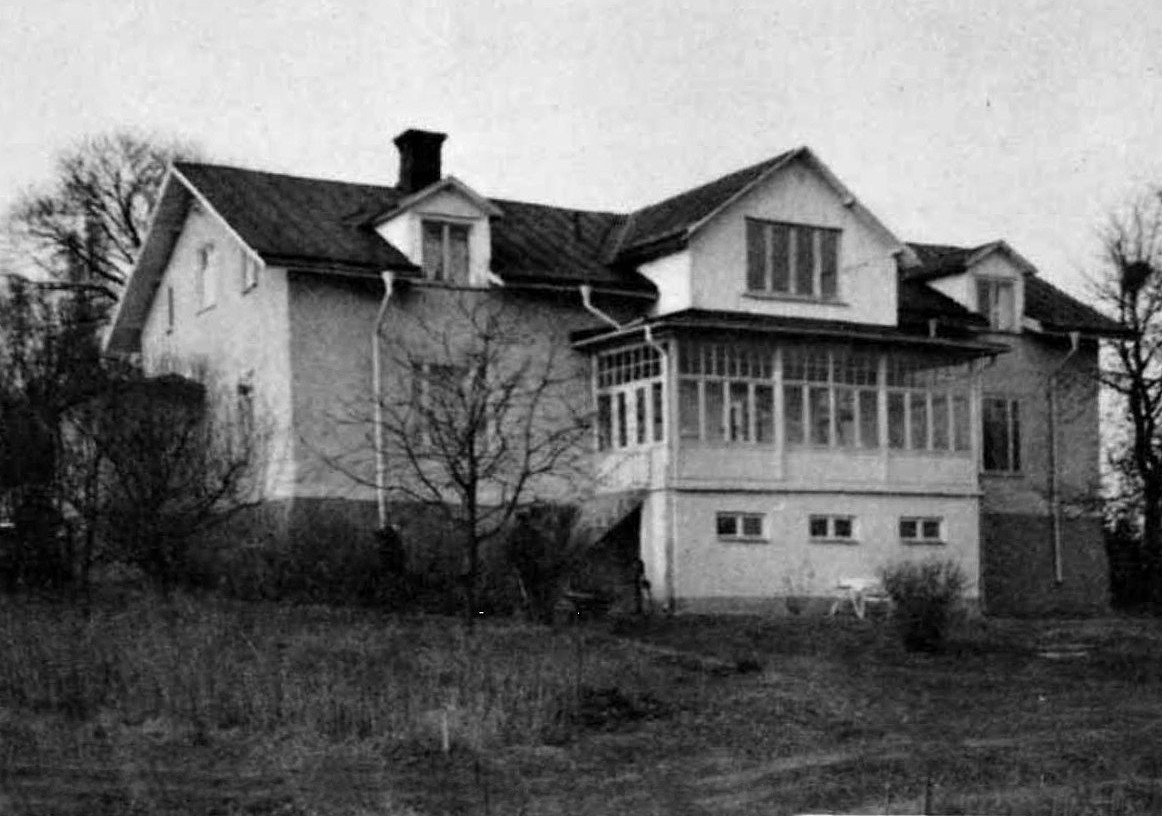
Snättringe gård, 1968.

I äldre handlingar stavas namnet utan "r": Snettingen eller Snättingen (1628). Snättringe var ett ursprungligen ett torp under Fullersta gård. År 1854 avsöndrades Snättringe från Fullersta och blev friköpt 1873 av Hugo Stegeman. Snättringe exploaterades för villabebyggelse i början av 1900-talet genom Snättringe Tomt AB. Lantmätaren Nils Åhlin upprättade en första styckningskarta med 142 tomter, men försäljningen gick trögt eftersom området hade dåliga kommunikationer. Efter 1925 upprättades även avstyckningsplaner för den delen som ingick i Huddinge Egnahem. För bebyggelsen inrättades 2 november 1928 ett municipalsamhälle i Huddinge landskommun. Detta uppgick 1947 i Huddinge municipalsamhälle som sedan 1953 upplöstes. På 1950- och 60-talen anslöts Snättringe till kommunalt vatten och avlopp. Bebyggelsen består idag huvudsakligen av småhus och några radhusområden.

## Stuvsta

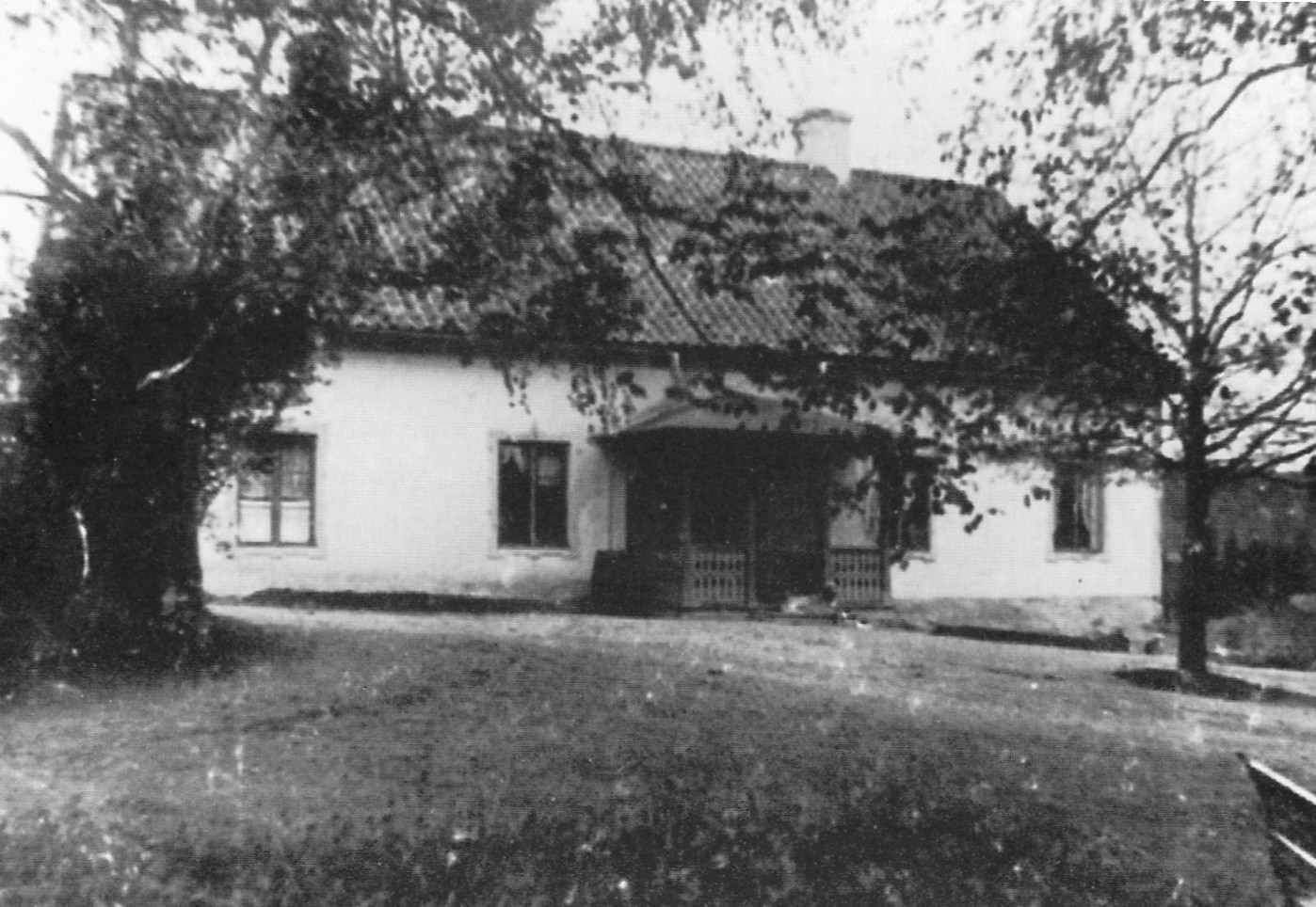
Stuvsta gård före 1960.

Namnet Stuvsta (Studzta) finns 1353 första gången skriftligt dokumenterat. Under sena medeltiden bestod Stuvsta av fyra hemman; Mellangården, Västergården, Östergården och Oppgården. På 1600-talet blev dessa utgårdar till Vårby gård, Fullersta gård och Glömsta gård. Fram till 1908 ägdes Stuvsta gård av släkten Lagerbielke på Älvsjö gård. År 1910 bildades Stuvsta Fastighetsaktiebolag som övertog egendomen i syfte att stycka tomter för egnahemsbebyggelse. För Stuvsta inrättades  1 januari 1924 ett municipalsamhälle som 1947 uppgick i Huddinge municipalsamhälle som sedan upplöstes 1953. Bebyggelsen består idag till stor del av småhus, många är äldre friliggande villor, men sedan 1950-talet har också ett antal hyreshus tillkommit. I Stuvsta finns ett centrum med ett 30-tal butiker, apotek, servicehus med dagcentral och pendeltågsstation.